# 羅德默 (肯塔基州)
羅德默（英語：Rodemer）是位於美國肯塔基州艾倫縣的一個非建制地區。

## 地理
羅德默所處的海拔為高於海平面232米（即761英呎），而該地所採用的時區為UTC-6，即北美中部時區（CST）。同時該地設有夏令時間，為UTC-6調快一小時，即UTC-5（CDT）。